# Coppa delle nazioni africane Under-23 2015
La Coppa delle nazioni africane Under-23 2015 è stata la seconda edizione della competizione omonima.
Previsto inizialmente nella Repubblica democratica del Congo dal 5 al 19 dicembre 2015, il torneo venne delocalizzato per decisione della Confederazione Africana.
Il 14 marzo 2015 venne assegnata l'organizzazione del torneo al Senegal.
Le migliori tre squadre di ogni edizione si qualificano per i Giochi olimpici del 2016, mentre la quarta classificata disputa uno spareggio con una omologa nazionale asiatica.

## Squadre partecipanti
| Squadra             |
| ------------------- |
| Senegal (ospitante) |
| Algeria             |
| Egitto              |
| Mali                |
| Nigeria             |
| Sudafrica           |
| Tunisia             |
| Zambia              |

## Stadi
Sono due le città che ospitano il torneo: Dakar e M'bour per un totale di due stadi.
| Stadio Léopold Sédar Senghor | Stadio Caroline Faye |
| Capienza: 60 000             | Capienza: 5 000      |
|                              |                      |

## Fase a gironi

### Gruppo A
| Pos. | Squadra   | Pt | G | V | N | P | GF | GS | DR |
| ---- | --------- | -- | - | - | - | - | -- | -- | -- |
| 1.   | Senegal   | 9  | 3 | 3 | 0 | 0 | 6  | 1  | +5 |
| 2.   | Sudafrica | 6  | 3 | 2 | 0 | 1 | 5  | 5  | 0  |
| 3.   | Tunisia   | 3  | 3 | 1 | 0 | 2 | 2  | 4  | -2 |
| 4.   | Zambia    | 3  | 3 | 0 | 0 | 3 | 3  | 6  | -3 |

#### Risultati
| Arbitro: | Rédouane Jiyed |

|                               |           |                |
| Keita 15’ (rig.) 20’ Sarr 87’ | Marcatori | 74’ Ntshangase |

| Arbitro: | Juste Ephrem Zio |

|              |           |               |
| Kampamba 15’ | Marcatori | 3’ 83’ Jouini |

| Arbitro: | Mehdi Abid Charef |

|                           |           |                         |
| Motupa 51’ 58’ Masuku 46’ | Marcatori | 34’ Luchanga 72’ Katema |

| Arbitro: | Bienvenu Sinko |

|  |           |                        |
|  | Marcatori | 8’ Diédhiou 84’ Diallo |

| Arbitro: | Joshua Bondo |

|           |           |  |
| Diallo 3’ | Marcatori |  |

| Arbitro: | Hamada Nampiandraza |

|            |           |  |
| 85’ Masuku | Marcatori |  |

### Gruppo B
| Pos. | Squadra | Pt | G | V | N | P | GF | GS | DR |
| ---- | ------- | -- | - | - | - | - | -- | -- | -- |
| 1.   | Algeria | 5  | 3 | 1 | 2 | 0 | 3  | 1  | +2 |
| 2.   | Nigeria | 5  | 3 | 1 | 2 | 0 | 5  | 4  | +1 |
| 3.   | Mali    | 3  | 3 | 1 | 0 | 2 | 3  | 5  | -2 |
| 4.   | Egitto  | 2  | 3 | 0 | 2 | 1 | 3  | 4  | -1 |

#### Risultati
| Arbitro: | Malang Diedhiou |

|             |           |           |
| 54’ Kahraba | Marcatori | Chita 68’ |

| Arbitro: | Hamada Nampiandraza |

|                             |           |                         |
| 55’ (rig.) Niane 85’ Diarra | Marcatori | Ajayi 15’ 45’ Usman 33’ |

| Arbitro: | Joshua Bondo |

|                              |           |  |
| 72’ Ferhat 83’ (aut.) Traoré | Marcatori |  |

| Arbitro: | Antoine Effa |

|                             |           |                       |
| 20’ (rig.) 30’ (rig.) Etebo | Marcatori | Sobhi 47’ Elsayed 51’ |

| Arbitro: | Hudu Munyemana |

|  |           |               |
|  | Marcatori | Coulibaly 18’ |

| Dakar 5 dicembre 2015, ore 17:00 | Algeria         | 0 – 0 | Nigeria | Stadio Léopold Sédar Senghor\| Arbitro: \| Malang Diedhiou \| |
| Arbitro:                         | Malang Diedhiou |       |         |                                                               |

## Fase a eliminazione diretta

### Tabellone
|  | Semifinali | Semifinali | Semifinali |         |         | Finale          | Finale          | Finale          |  |
|  |            |            |            |         |         |                 |                 |                 |  |
|  | Senegal    | Senegal    | 0          |         |         |                 |                 |                 |  |
|  | Senegal    | Senegal    | 0          |         |         |                 |                 |                 |  |
|  | Nigeria    | Nigeria    | 1          |         |         |                 |                 |                 |  |
|  | Nigeria    | Nigeria    | 1          |         | Nigeria | Nigeria         | 2               |                 |  |
|  |            |            |            |         | Nigeria | Nigeria         | 2               |                 |  |
|  |            |            | Algeria    | Algeria | 1       |                 |                 |                 |  |
|  | Algeria    | Algeria    | Algeria    | Algeria | 1       | 2               |                 |                 |  |
|  | Algeria    | Algeria    |            |         |         | 2               |                 |                 |  |
|  | Sudafrica  | Sudafrica  | 0          |         |         | Finale 3º posto | Finale 3º posto | Finale 3º posto |  |
|  | Sudafrica  | Sudafrica  | 0          |         |         |                 |                 |                 |  |
|  |            |            |            |         |         |                 |                 |                 |  |
|  |            |            |            |         |         | Senegal         | Senegal         | 0 (1)           |  |
|  |            |            |            |         |         | Senegal         | Senegal         | 0 (1)           |  |
|  |            |            |            |         |         | Sudafrica       | Sudafrica       | 0 (3)           |  |

### Semifinali
| Arbitro: | Redouane Jiyed |

|  |           |                 |
|  | Marcatori | 76’ (pen) Etebo |

| Arbitro: | Juste Ephrem Zio |

|                             |           |  |
| Darfalou 8’ Benkhemassa 49’ | Marcatori |  |

### Finale 3º posto
| Arbitro: | Hudu Munyemana |

|                          |                      |                                        |
| Badji Diaw I.Sarr S.Sarr | Tiri di rigore 1 – 3 | Motupa Mngonyama Masuku Dolly Mahlambi |

### Finale
| Arbitro: | Hamada Nampiandra |

|                      |           |                 |
| Etebo 14’ (rig.) 40’ | Marcatori | 30’ (aut.) Tope |

Nigeria
(1º titolo)